# FC Sens
Football Club Sens là một câu lạc bộ bóng đá Pháp có trụ sở tại Sens, Yonne.

## Lịch sử
D(ội được thành lập vào năm 1987 như là kết quả của sự hợp nhất giữa hai đội, Stade de Sens và Élliance Sens. Sau khi bắt đầu ở cấp độ khu vực, tại Division d'Honneur de Bourgogne, câu lạc bộ đã giành được danh hiệu đầu tiên vào năm 1992 và được thăng cấp lên cấp quốc gia, Division 4 (sau đó được gọi là National 3). Câu lạc bộ đã giành chức vô địch năm 1995 và được thăng lên National 2 nhưng lại xuống hạng chỉ sau một mùa giải. 2 năm sau, câu lạc bộ đã xuống hạngDH Bourgogne, nơi nó đã trải qua năm mùa giải trước khi được đưa trở lại CFA2 vào năm 2003. Sau bảy mùa ổn định ở cấp độ này, câu lạc bộ đã xuống hạng một lần nữa, vào năm 2011 đến DH Bourgogne. Sau 4 mùa giải, FC Sens đã giành được danh hiệu thứ hai vào năm 2015 và được thăng hạng lên CFA2 cho mùa giải 2015-16.
Vào năm 2001, trong khi câu lạc bộ đang chơi ở DH Burgogne và được quản lý bởi Hassan Harmatallah, câu lạc bộ đủ điều kiện cho vòng 1/16 của Coupe de France, trở thành " Petit Poucet " của sự kiện. Câu lạc bộ đã bị đánh bại 1-3 tại Stade de l'Abbé-Deschamp bởi câu lạc bộ Ligue 1, Troyes AC. Cho đến tháng 6 năm 2007, huấn luyện viên là cựu thủ môn quốc tế Lionel Charbonnier. Ông được thay thế bởi Jean-Louis Granié, người trước đó đã thay đổi đội dự bị.

### Cựu chủ tịch
- - 1987–1990: Maurice Raymond
  - 1990–1991: Jean-Maurice Lemaître
  - 1992–1998: Jean-René Thiault
  - 1998–1999: Jean-Michel Jacquinot
  - 1999–2013: Maurice Raymond
  - 2013—hiện tại: Dominique Paquais[1]

### Huấn luyện viên cũ
- 1987–88: Henri Atamaniuk
- 1988–90: Joël Guézet
- 1990–93: Serge Delamorre
- 1993–98: Jean-François Pien
- 1998–99: Zoran Zivkovic
- 1999–2001: Hassan Armatallah
- 2001 – November 2004: Joel Guézet
- November 2004 – 2005: Williams Vimbouly – Mohamed Elfares – Jean-Michel Edouard
- 2005-2007: Lionel Charbonnier
- Từ năm 2007: Jean-Louis Granié